# Tramwaje w Bratysławie

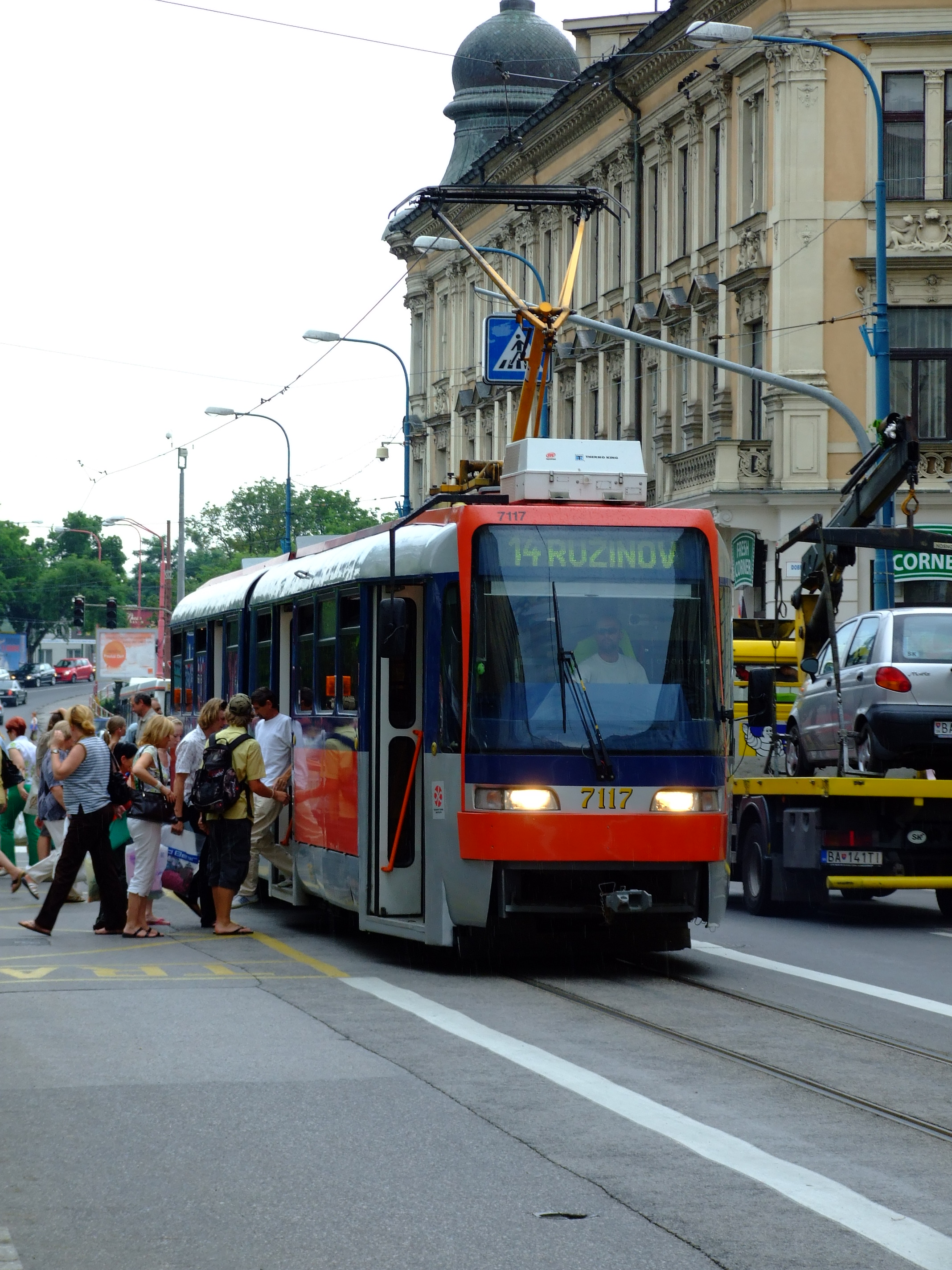
Tramwaj Tatra K2S na Starym Mieście

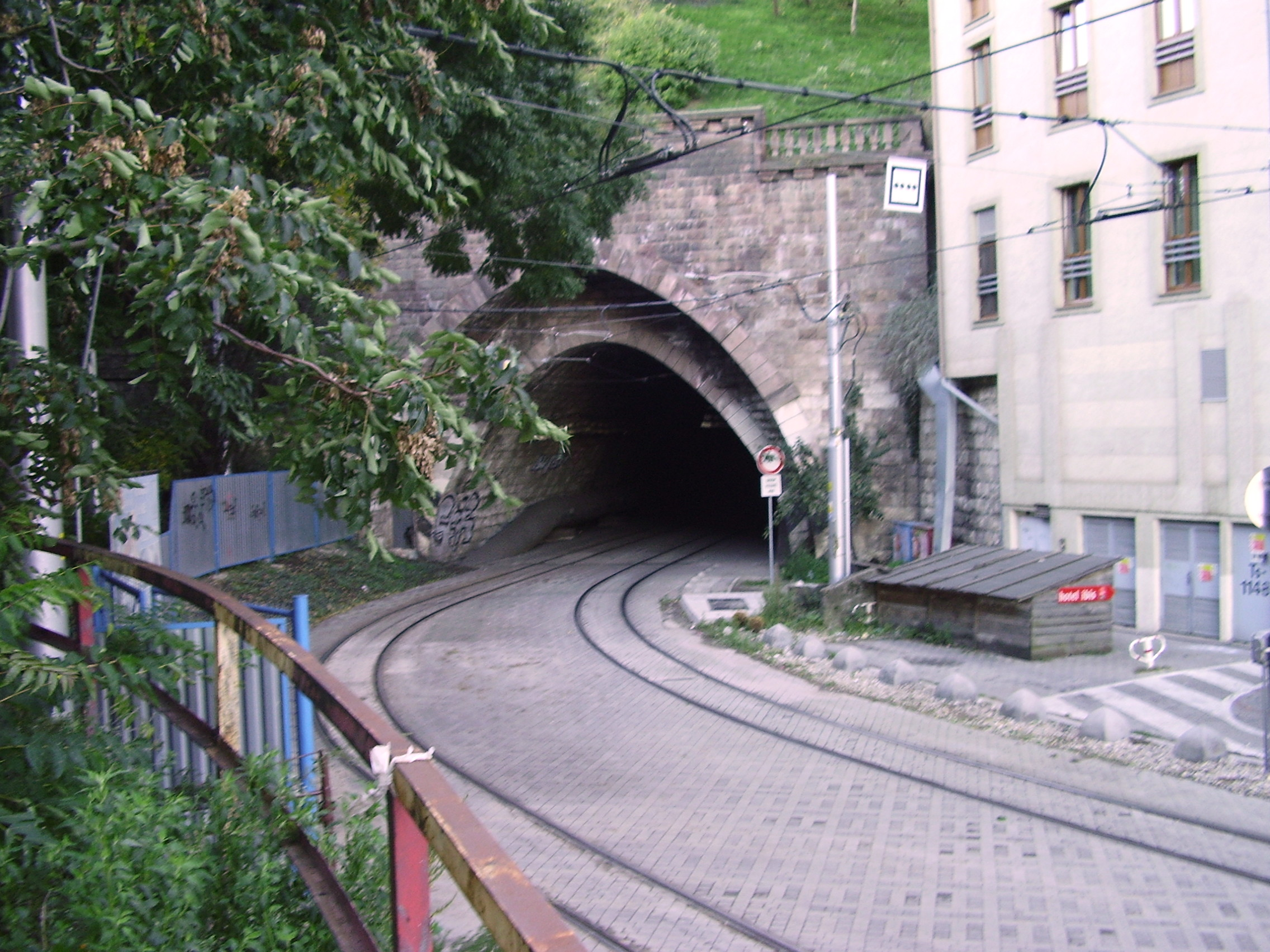
Tunel tramwajowy w Bratysławie

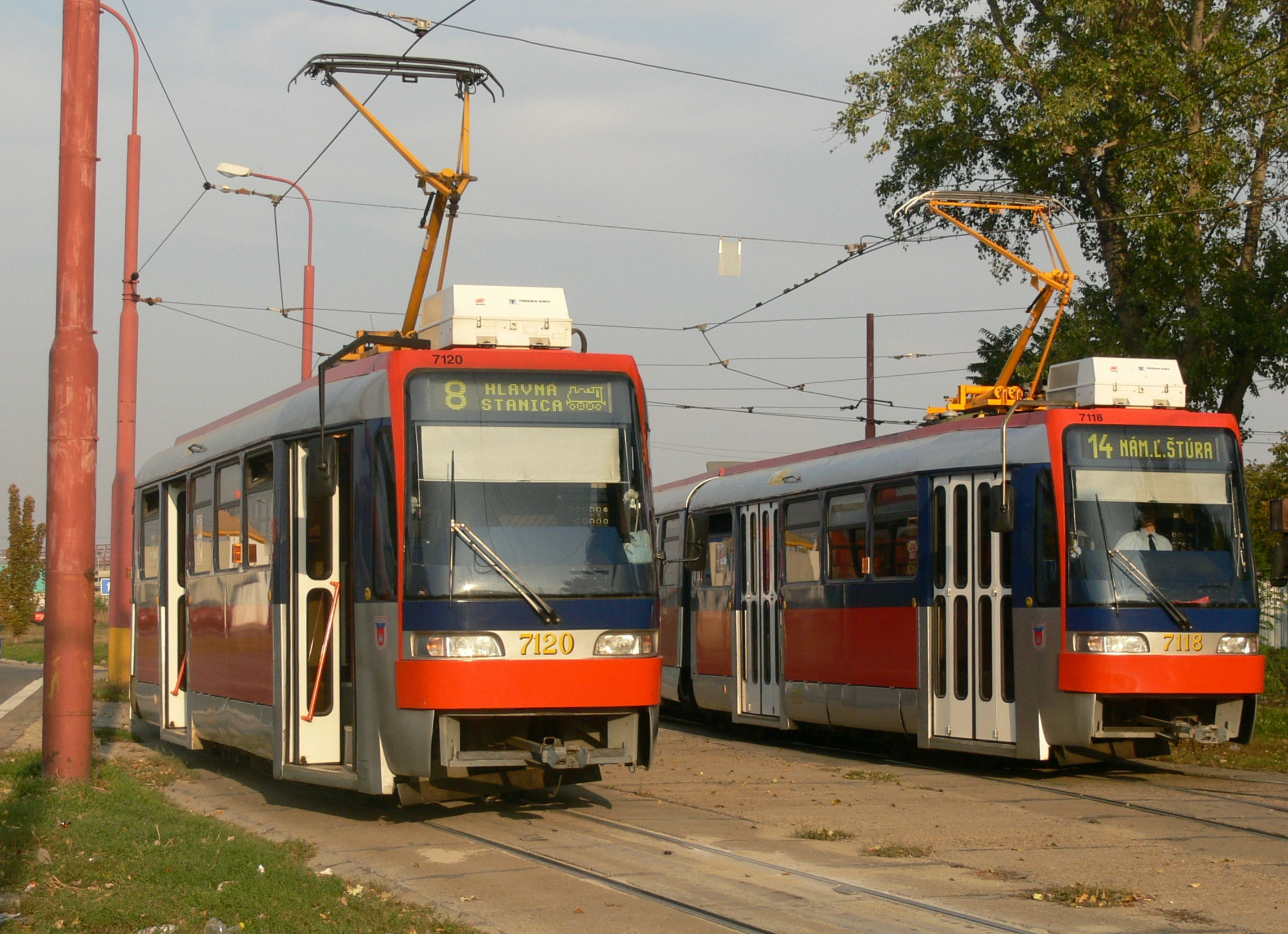
Tramwaje Tatra K2S na pętli Ružinov

Tramwaje w Bratysławie – system komunikacji tramwajowej w Bratysławie, stolicy Słowacji, działający od 1895. Sieć tramwajowa liczy 42 km torów, po której kursuje 5 linii. Rozstaw szyn wynosi 1000 mm. Tramwaje są podstawowym środkiem transportu w mieście.

## Historia

### 1893–1914
W 1868 na ulicach Bratysławy pojawiły się pierwsze omnibusy. W 1893 Aleksander Werner, austriacki inżynier, wystąpił o pozwolenie na budowę linii tramwaju konnego, jednak później zmienił plany, proponując wprowadzenie tramwajów elektrycznych. Nowy plan spodobał się władzom i 27 sierpnia 1895 otwarta została pierwsza linia tramwaju elektrycznego w mieście, o wiele wcześniej niż w Pradze i wielu innych miastach. Do obsługi linii zakupiono 9 wagonów zasilanych z napowietrznej sieci o napięciu 550 V.
Krótko po otwarciu rozpoczęto budowę kolejnych odcinków. We wrześniu oddano do eksploatacji tory do Dworca Głównego o długości 3 km. W styczniu 1896 tramwaje przewiozły pasażerów na kolejnych kilku nowych odcinkach. W tym samym czasie ostatecznie zamknięto komunikację omnibusową. Niedługo po otwarciu dotychczasowy właściciel, firma Lindberg und Ganz (Lindheim i spółka) został wykupiony przez węgierskie przedsiębiorstwo Részvénytársaság villamos és közlekedési vállalatok számára (Związek Przedsiębiorstw Tramwajowych i Komunikacyjnych). W pierwszym dziesięcioleciu XX wieku wprowadzono literowe oznaczenia linii, a także zakupiono nowe wagony typu Ganz.

### Okres międzywojenny
Po utworzeniu Czechosłowacji sieć przeszła gruntowną modernizację. Pozsonyi villamossagi reszvénytársaság przekształciło się w spółkę Bratislavská elektrická účastinárska spoločnosť (BEÚS). Pojawiła się taryfa strefowa, regulowana przez miasto. Rozważano przekucie sieci na rozstaw 1435 mm, lecz brak pieniędzy oraz sprzeciw mieszkańców spowodowały anulowanie tego planu. Pod koniec lat 20. pojawiła się konkurencja w postaci pierwszych autobusów. W 1914 otwarta została Kolej podmiejska Bratysława – Wiedeń, która na odcinku bratysławskim była częścią lokalnej sieci tramwajowej.

### Druga wojna światowa
Wybuch II wojny światowej spowodował zmiany w działaniu komunikacji tramwajowej – kursy po godzinie 22.00 musiały zostać zawieszone. W 1942 rozpoczęła się budowa 792-metrowego tunelu pod zamkiem w Bratysławie. Ukończono go po wojnie, w 1947. W trakcie wojny wykorzystywany był jako schron przeciwlotniczy, później jako tunel drogowy. Od 1983 przystosowano go na potrzeby ruchu tramwajowego. W 1942 zaprzestano używania pałąków, zastępując je przez klasyczne pantografy. Kolejne dwa lata trwała reorganizacja linii, którym zaczęto nadawać oznaczenia liczbowe. Nadejście Armii Czerwonej spowodowało zamknięcie całej komunikacji publicznej w mieście. Po wyzwoleniu przystąpiono do szacowania szkód: zniszczone było ponad 90% trakcji trolejbusowej oraz sporo odcinków torów. Od 14 czerwca kursowały wszystkie 3 linie, kolejne środki transportu były uruchamiane do 1946.

### 1946–1980
W 1949 miasto otrzymało nowe wagony tramwajowe, protoplastów późniejszych tramwajów 6MT, których dostawy rozpoczęły się w latach 50. W tym samym czasie na ostatnim jednotorowym odcinku między Karlovą Vsią a Dynamitką, dobudowano drugi tor. W 1952 liczba linii wzrosła do 5, nieco później zaś przybyła jeszcze jedna. W latach 50. otwarto także nową zajezdnię Juranv dvor. W 1953 konieczna była reorganizacja taryfy przewozowej w związku z reformą administracyjną. 8 sierpnia 1957 do miasta przybył pierwszy prototyp tramwaju Tatra T2, zapoczątkowując tym samym stopniowe wycofywanie dotychczasowych, dwuosiowych wagonów.
W latach 60. do ruchu wprowadzono wagony Tatra K2, które są jedynymi tramwajami przegubowymi w mieście. 10 lat później rozpoczęto pierwsze dyskusje o reorganizacji transportu publicznego w mieście i wprowadzenia klasycznego metra. Przewidywano, że w niedalekiej przyszłości cała aglomeracja będzie liczyć ponad milion mieszkańców. W tym samym czasie oddano też do użytku zajezdnię Krasňany.

### 1980–2002
Kryzys naftowy z 1973 całkowicie zmienił sposób patrzenia na komunikację tramwajową w świecie. Ponieważ przewidywano, że liczba ludności w aglomeracji bratysławskiej niebawem zbliży się do miliona mieszkańców, dlatego należało odpowiednio zreorganizować miejską komunikację. Kluczową rolę miała odegrać sieć szybkiego tramwaju, a później metra, natomiast klasyczne tramwaje miały stać się uzupełniającym środkiem transportu. Budowa pierwszej linii metra rozpoczęła się w 1985 z południa miasta (dzielnica Petržalka) w kierunku centrum. Jednocześnie przeprowadzono szereg inwestycji tramwajowych, m.in. zakończono eksploatację tramwajów Tatra T2.
Oprócz planów budowy metra, rozważano też zmianę rozstawu torów na 1435 mm. W tym czasie sieć wąskotorową posiadał w całym kraju jeszcze jedynie Liberec, który w dodatku rozpoczął proces jej zmiany, a wycofywane z ruchu tamtejsze wagony Tatra T3 trafiały właśnie do Bratysławy. Z powodu problemów z dostosowaniem taboru, do miasta nie trafiły tramwaje z rodziny Tatra KT8xx, które były zaprojektowane wyłącznie na tor normalny. Zamiast nich dostarczono tramwaje Tatra T6A5.
W latach 90. XX wieku prowadzono modernizację posiadanego taboru oraz wprowadzanie do ruchu nowych tramwajów Tatra. Jednak sieć tramwajowa była coraz bardziej obciążona, zarówno z przyczyn finansowych, jak i dużych opóźnień w budowie metra.

### Po roku 2002
W 2002 miasto wycofało się z planów budowy metra. W zamian zdecydowano się wprowadzić na jego miejsce szybki tramwaj, który ewentualnie w przyszłości miałby zostać rozbudowany do systemu metra. Pierwsze kroki ku realizacji inwestycji uczyniono w 2006, kiedy gotowy projekt pierwszej linii do dzielnicy Petržalka (tzw. Petržalská rýchlodráha) trafił pod obrady urzędników. Prace budowlane miały rozpocząć się w 2007, a równocześnie zaczęto testy taboru, który potencjalnie mógłby być eksploatowany na nowej linii. Na ulice miasta trafił tramwaj Škoda 06T wyprodukowany dla włoskiego miasta Cagliari. Z powodu innego rozstawu torów (960 mm) na czas testów należało mu wymienić wózki.
W marcu 2007 nastąpił niespodziewany zwrot, gdy władze miasta oraz Železnice Slovenskej Republiky ogłosiły, że szybki tramwaj będzie używać podwójnego rozstawu szyn 1000 i 1435 mm, aby umożliwić współdzielenie torowiska zarówno przez pociągi, jak i tramwaje. Przeciwnicy argumentowali, że nowa propozycja będzie stwarzać dużo problemów, choćby z powodu różnic w napięciu używanym na kolei oraz w tramwajach.
W tym samym roku zaprezentowano także nowy plan rozwoju sieci tramwajowej. Oprócz dzielnicy Petržalky, tramwaje miały także dojechać do miejskiej części Vajnor, Devínskej Novej Vsi, Vrakuni, a bliżej centrum – do Prievozu oraz Mlynskej Doliny.
Przeciwko budowie szybkiego tramwaju do Petržalki jest Výskumný ústav dopravný (Instytut Badania Transportu), który twierdzi, że tramwaje nie nadają się do roli podstawowego środka transportu, a środki finansowe przeznaczone na ten cel nie będą właściwie wykorzystane. Przeciwko inwestycji opowiedzieli się również mieszkańcy dzielnicy. Dlatego jest możliwe, że trasy tramwajowe do Vajnor oraz Devinskej Novej Vsi powstaną wcześniej, o ile zainteresowanie nimi wyrażą tamtejsi przedsiębiorcy, którzy mieliby współfinansować inwestycje.
W 2014 rozpoczęła się budowa nowej linii tramwajowej do dzielnicy Petržalka. Tramwaje Dunaj przekroczą w miejscu Starego Mostu, gdzie jest budowany nowy most. Trasę tramwajową do końca osiedla Južne Mesto otwarto dnia 27. lipca 2025 roku. Do pętli w tym rejonie dojeżdża linia nr 3.

## Linie
W mieście kursuje 5 linii tramwajowych. Linia nr 7 nie kursuje podczas wakacji.
| Numer linii | Trasa                                       |
| ----------- | ------------------------------------------- |
| 1           | Hlavná stanica – Nám. Ľ. Štúra              |
| 3           | Komisárky – Jungmannova                     |
| 4           | Pri kríži – Zlaté piesky / Stn. Nové Mesto  |
| 7           | Hlavná stanica – Stn. Vinohrady / Komisárky |
| 9           | Astronomická – Kútiky                       |

## Infrastruktura
Zajezdnie:
- Zajezdnia Jurajov Dvor
- Zajezdnia Krasňany

Pętle tramwajowe:
- Dúbravka, Pri Kríži
- Karlova Ves, Kútiky
- Hlavná stanica
- Rača, Komisárky
- Stn. Vinohrady
- Ružinov, Astronomická
- Zlaté Piesky
- Stn. Nové Mesto
- Petržalka, Jungmannova (bez pętli, obsługa przez tramwaje dwukierunkowe)

W charakterze krańcówek wykorzystywane są także zwykłe przystanki.

## Tabor
Podstawę taboru tworzą trzy typy tramwajów Tatra produkowanych przez zakłady ČKD w Pradze, a także wiele ich modernizacji. Według stanu na czerwiec 2010 przewoźnik posiadał 244 wagony, z czego 230 eksploatowano w ruchu liniowym. W czerwcu 2010 średni wiek wagonów wynosił 23 lata, udział taboru niskopodłogowego w czerwcu 2010 wynosił 0%. W roku 2017 średni wiek wynosi 20 lat, udział pojazdów niskopodłogowych 31%.
- Tatra T3
  - Tatra T3AS
  - Tatra T3G
  - Tatra T3M
  - Tatra T3Mod
  - Tatra T3S
  - Tatra T3SU
  - Tatra T3SUCS
  - Tatra T3P
- Tatra K2
  - Tatra K2YU
  - Tatra K2G
  - Tatra K2S
- Tatra T6A5
- Škoda 29 T
- Škoda 30T

W 2006 testowano tramwaj Škoda 06T (bez pasażerów).